# Vilcabambatapakul
Vilcabambatapakul (Scytalopus urubambae) är en fågel i familjen tapakuler inom ordningen tättingar.

## Utbredning och systematik
Fågeln förekommer i Anderna i öst-centrala Peru (södra Cordillera Vilcabamba). Den behandlas som monotypisk, det vill säga att den inte delas in i några underarter.

## Status
Arten har ett begränsat utbredningsområde, men beståndet anses vara stabilt. IUCN kategoriserar arten som livskraftig. Beståndet uppskattas till i storleksordningen 2 500 till 10 000 vuxna individer.